# 高根 (村上市)
高根（たかね）は、新潟県村上市の大字。
地内には日本の滝百選に選出された鈴ヶ滝や中世まで栄えた鳴海金山がある。また当地の団体「高根フロンティアクラブ」が2020年に第59回農林水産祭むらづくり部門で天皇杯を受賞している。2021年（令和3年）8月1日時点で172世帯・人口506人。

## 世帯数・人口
高根の世帯数・人口は下記の通り。尚、1815年と1855年は枝村の山口村も含まれている。
| 年     | 世帯数（軒） | 人口（人） |
| ------ | ------------ | ---------- |
| 1815年 | 138          | 不明       |
| 1855年 | 125          | 628        |
| 1889年 | 118          | 642        |
| 1955年 | 187          | 1235       |
| 1996年 | 183          | 856        |
| 2021年 | 172          | 506        |

## 地理

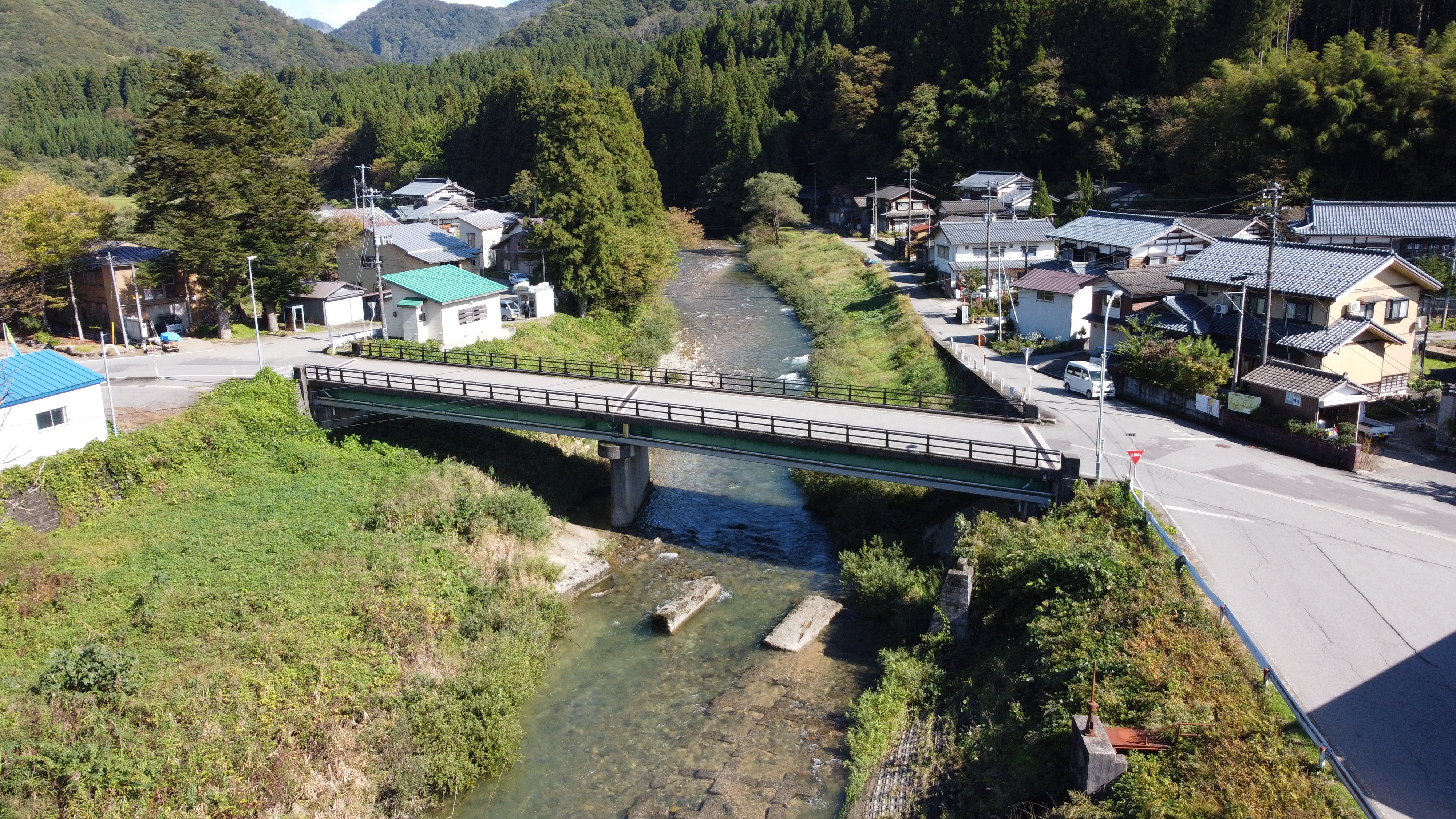
高根川と雲上橋

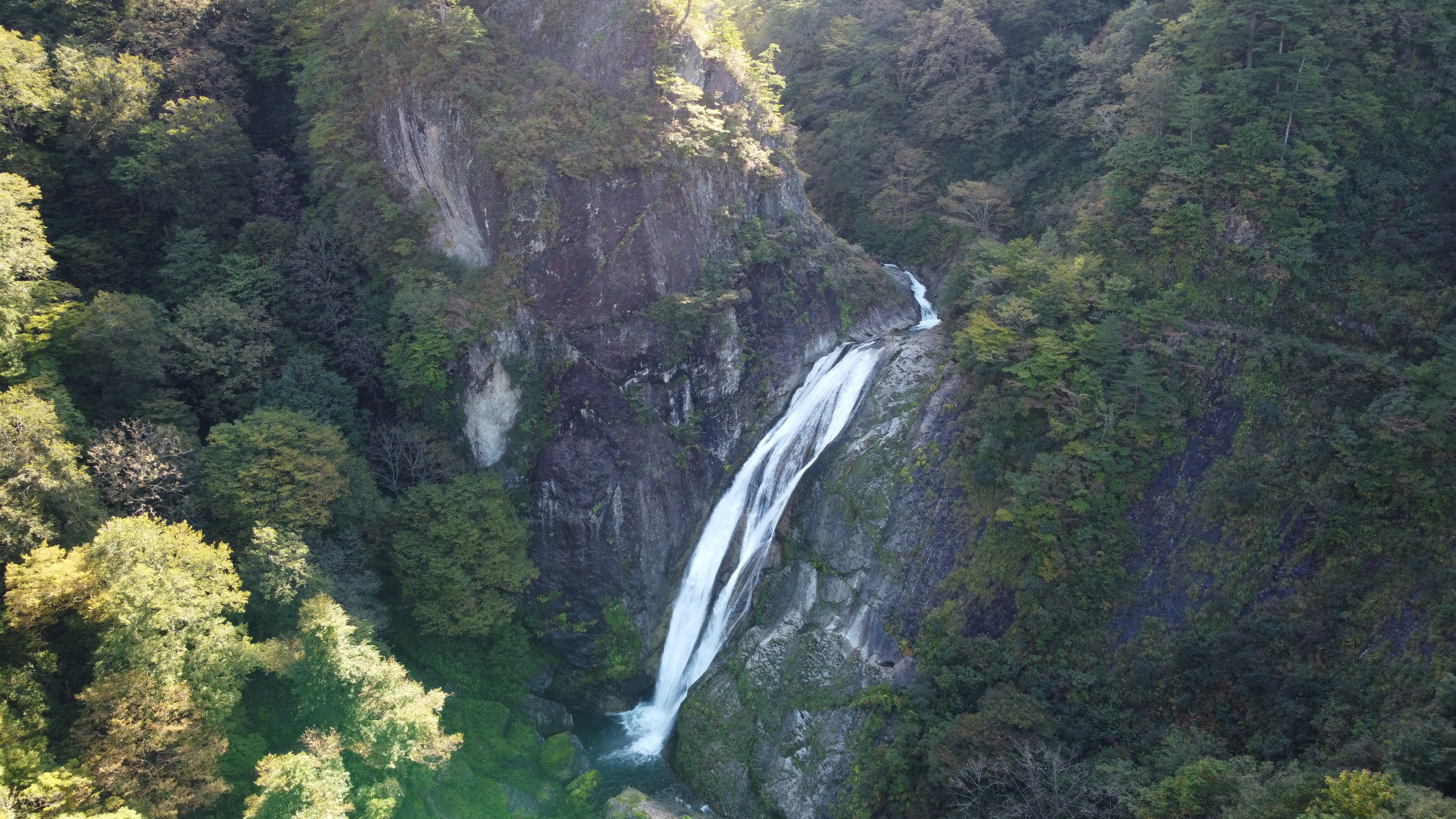
上空から望む鈴ヶ滝

三面川支流の高根川最上流に位置し、北には北俣山（標高979メートル）、大鳥屋岳（標高989.2メートル）、鳴海山（780メートル）があり四方が山に囲まれている。また上流には鈴ヶ滝があり、これは1990年（平成2年）「日本の滝百選」に選出された。また1979年（昭和54年）には、滝周辺のブナ天然林全域が鈴ヶ滝自然環境保全地域特別地区に指定された。面積は東京ドーム約7,692個分に相当する9850ヘクタールでそのうち70ヘクタールが水田で、約85パーセントを森林が占めている。例年、1.5 - 2メートルの積雪を記録する。

## 歴史

### 旧石器時代 - 縄文時代

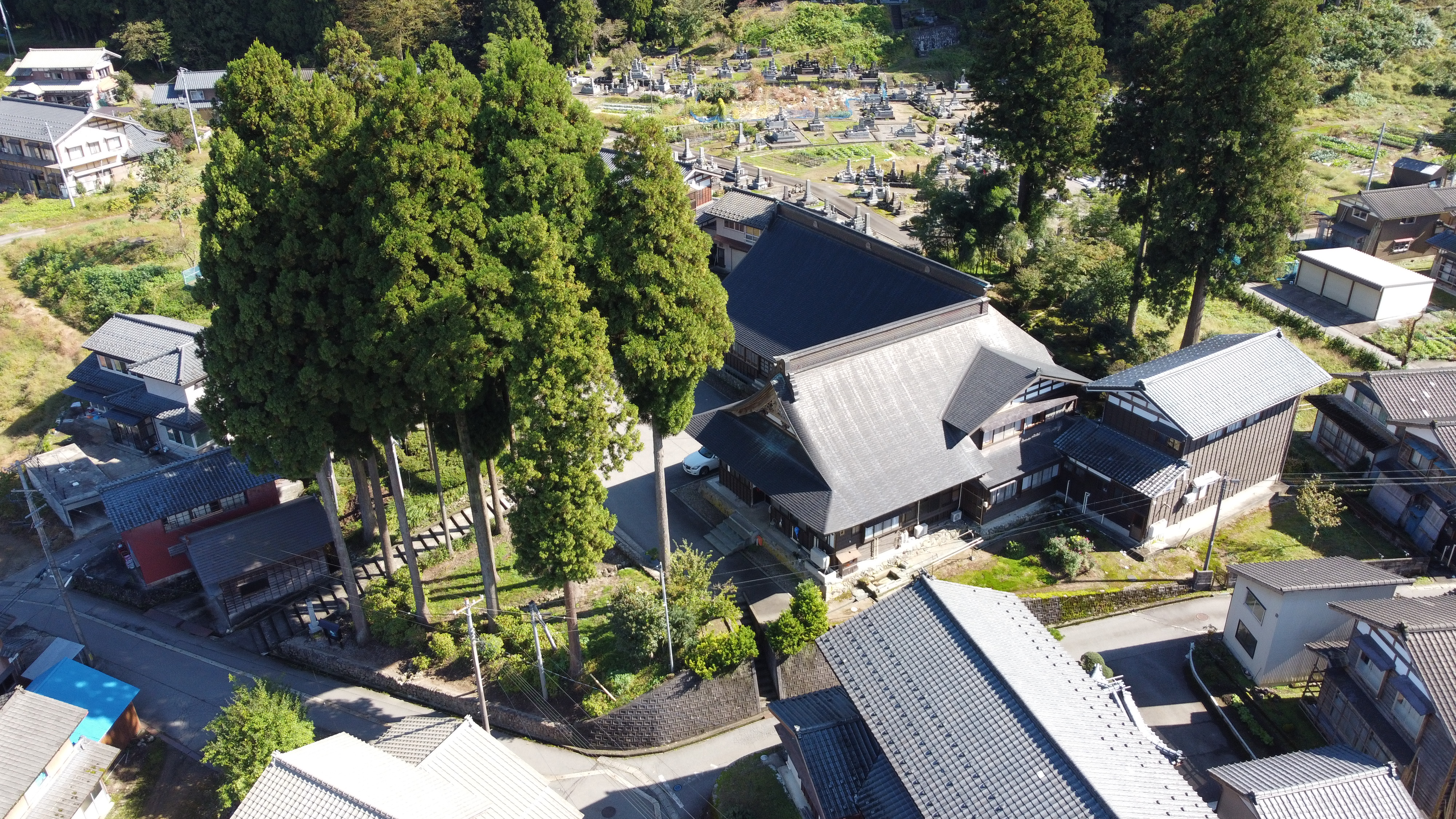
上空からの龍山寺

縄文時代、三面川水系河川が日本海に至るまでの間に山が両岸に迫り渓谷となる地帯がいくつかあり、その渓谷と渓谷の間に小規模の平地が開けている場所（河川流域型盆地）があった。そういった場所に縄文時代の遺跡が発見されており、三面川支流高根川を有する高根もそのうちの一つ。高根部落周辺で発見された縄文時代の遺跡は丸山遺跡（縄文前期）・山口遺跡（縄文中期）・オミヤキ遺跡（縄文後期）がある。
丸山遺跡は高根部落の西方、高根川と支流宇護蔵川が合流する地点の小丘陵北側斜面に位置する。1969年（昭和44年）、農道の造設作業中に土器片が出土。その周辺に遺物が散布しており、現在でも切通し面に埋まった状態で見ることができる。また、土器だけでなく石器も出土しており、尖頭器などがでた。土器の特徴が山形県吹浦遺跡の土器と類似する点が多いことから、縄文時代前期の終わりから中期のものとされている。山口遺跡は、前述した丸山遺跡から西へ500メートルの高根川川縁の畑地に位置する。縄文時代の遺跡で当時の土器破片が出土している。また、1998年（平成10年）に道路の拡張工事に伴い発掘調査が行われた際、約6,000年前にあたる縄文時代前期の遺跡だと特定された。最後のオヤミキ遺跡は、縄文時代後期の遺跡で高根部落内の龍山寺北側の斜面から中世の土器とともに石器が出土している。

### 中世
中世の土器は新潟県内の各地で発見されており、高根でも上述した丸山・オヤミキ遺跡に加えて竜山寺遺跡で発見されている。丸山遺跡は前述した小丘陵の頂上が部分的に平地となっており、そこが中世居館跡（当時の領主などの邸宅）と称されており、中世の土器数点とタタラ製鉄の際の火口破片が発見されている。オヤミキ遺跡はすでに述べたとおり、縄文時代の石器とともに出土。竜山寺遺跡はオヤミキ遺跡の近くに位置し、中世の土器片が数点表採されている。平安時代の807年（大同2年）に相俣弥三郎が金山を発見。そのため、高根は都でも名が知られていた。
1597年（慶長2年）の瀬波郡絵図に当時の高根村に関して記録されている。それによると高根は遠山・相馬・鈴木・板垣の四つの姓が主とした古くからある大村で、山の資源に恵まれ、前述した金山によって大きくなった。瀬波郡絵図には縄高百七石二斗七合二勺、本納五十八石二升とあったが、年々発展し元禄郷帳には二百九十二石三斗二升八合、天保郷帳は三百三石四斗九升一合と増加している。

#### 高根金山の盛衰
戦国時代、諸大名は戦のため鉄砲が必要で手に入れるには金銀が必要だった。そのため活発に金銀山開発に努めていて、その運上金は最終的に豊臣秀吉のもとに納められていた。鳴海金山・駒嶽・金之丞山からなる高根金山は砂金鉱床のため、掘りやすかったことから当金山を中心とする越後黄金山（こがねやま）は佐渡相川金山が発見される1601年（慶長6年）までは全国一の産出を誇っていた。その為、世界最大の金貨で豊臣家が鋳造を命じていた天正大判の大判や小判の大部分は高根金山から掘り出された金で作られていた。上杉景勝の命令で大石播磨守元綱らが作成した米沢上杉家所蔵「越後国絵図」の一葉瀬波郡絵図に高根金山について記されている。1597年（慶長2年）に、これに記録されている本納が各領主に納められ、それが秀吉に運上された際の記録が「慶長三年伏見蔵納目録」に残っている。そこには高根金山を主鉱とする越後黄金山のみで全国運上額の3割を産出していたとある。高根金山は天正・慶長の時代は大盛山で日本一の金山だった。また堀丹後直寄の時代には幕府から承認された金山仕置が出され幕府直営金山となった。しかし、佐渡相川金山に繁栄を奪われたあとの1616年（元和2年）幕府の意向により廃山。また幕末の天命年間に市島家による開発が行われたが金主が続かず、明治以降も大倉喜八郎の視察や吉田倍太郎の採掘などあったが徐々に衰退した。前述したように掘りやすかった故、掘り尽くされたように感じる状態だった。1964年（昭和39年）9月、朝日村有志の貝沼英雄・遠山喜樹らによって探査が行われた。翌年の1965年（昭和40年）8月には、文部省科学研究費の助成を受け横山貞裕が鉱内の写真撮影が行われ200枚の写真が撮られた。また、1968年（昭和43年）には新潟大学地質学者の芽原一也教授を招いて鳴山金山の調査が朝日村主催で行われ、その調査結果とそれまでの研究成果資料は朝日村役場社会教育主事編集の「なるみ」に収められている。

### 近世
1611年（慶長16年）8月1日には高根に駐在した横目長浜蔵人を始めとする高根の約50人が氏神祭に参加し、薬師如来・釈迦如来を祀った。長浜蔵人は村上藩藩主の村上忠勝が改易の際も横目として高根に土着し、当時の相之保部落にいたとされている。また、長浜蔵人の子孫が昭和後期の時点で高根部落に2軒残っていた。

#### 新田開発
榊原式部大輔政邦が村上藩主の頃の1699年（元禄12年）、領内の村々の調査結果を幕府に提出する必要があり、各村の庄屋や組頭が連署した報告書がある。それによると、1622年（元和8年）高根村の百姓が山口村を開発したと記録されていた。これは、当報告書の中では一番古い新田村であった。また、1630年（寛永7年）にも高根村の百姓によって大平村が開発された。当報告書に記された新田村は6つあったものの、どれも明暦・万治の村上領検地以前に成立したもので「〇〇新田」と下に新田を付けた村名ではなかった。江戸時代、新田村は「〇〇新田」とするのが普通であったが、江戸時代初期の新田村だったため付かなかったとされている。現在高根村から独立した2か村のうち、大平は大字として残っているが、山口は高根村に1884年（明治17年）吸収された。しかし、明治初年までは高根とは別に年貢割付状が交付されていた。

### 近代
1868年（明治元年）12月12日、新潟府が米沢藩の預地で岩船郡の81か村を管轄下に入れ、高根村も漏れなく入った。その時の石高は、333石491であった。また、前述した山口村も当時は独立した村として扱われており、石高は7石711ほどでだった。1871年（明治4年）に戸籍法が公布され、翌年の1872年（明治5年）9月に実施されると、高根村は十二大区小七区に属した。しかし、1年後には柏崎県が新潟県と合併したことで、同年1873年（明治6年）9月には二十五大区に属するようになる。また、1889年（明治22年）の町村制が施行されると、高根村・薦川村・関口村・北大平村で編成された高根村に属すようになる（以降は混乱を避けるため、字の高根は”高根”とする）。更に1901年（明治34年）11月1日には、それまで岩沢村に属していた岩沢村・黒田村・中原村が高根村に属するようになる。

### 現代

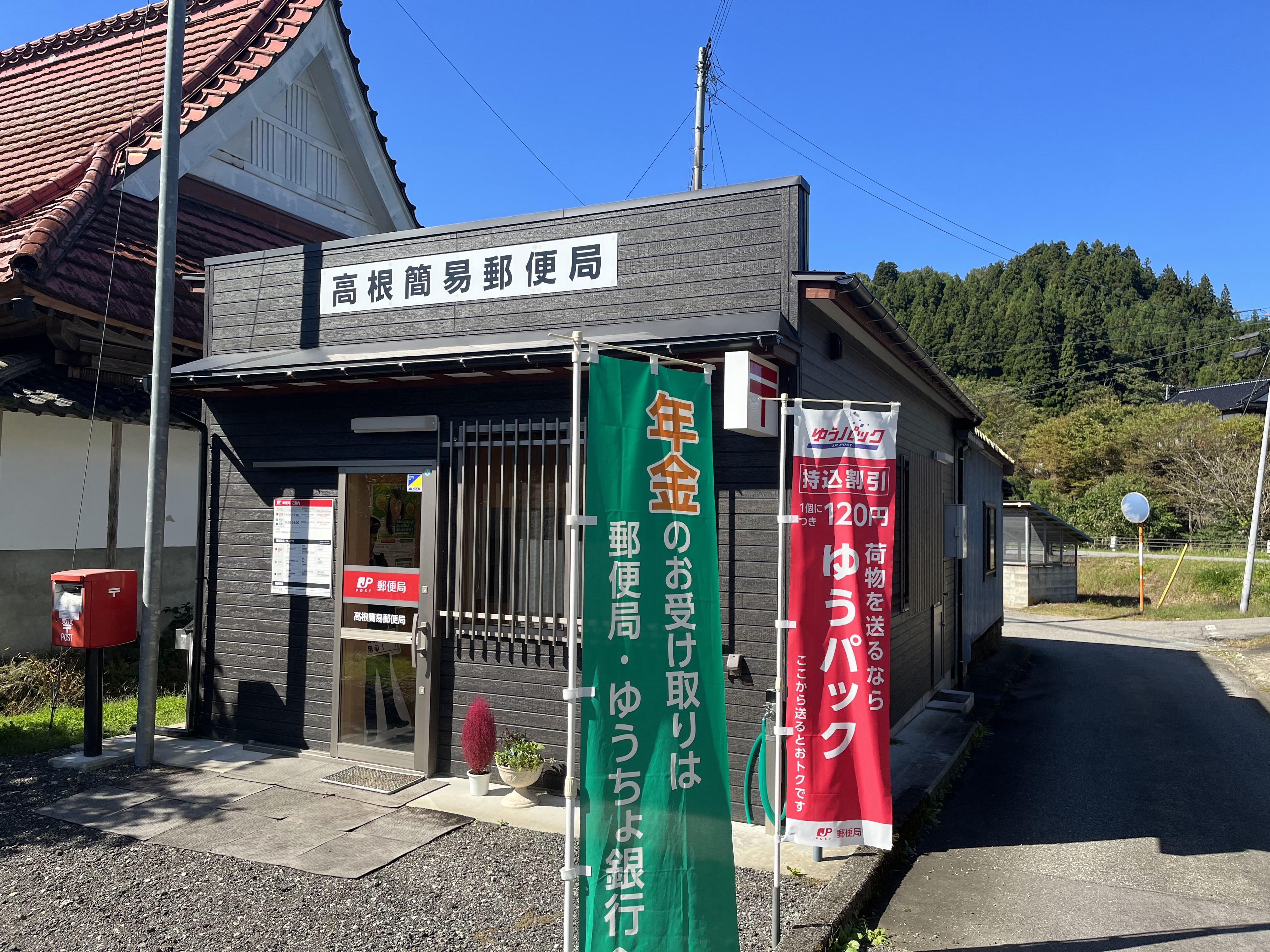
高根簡易郵便局

2014年（平成26年）3月、結婚式で集落の伝統行事「箪笥送り」が30年ぶりに行われた。結婚したのはNPO法人での活動を通じて知り合った移住者。30年ぶりの復活ということもあり、事前に道具の収集や唄の稽古が行われ当日は約500人が参加するほどの盛況であった。

## 名所・旧跡・寺社

### 鈴ヶ滝

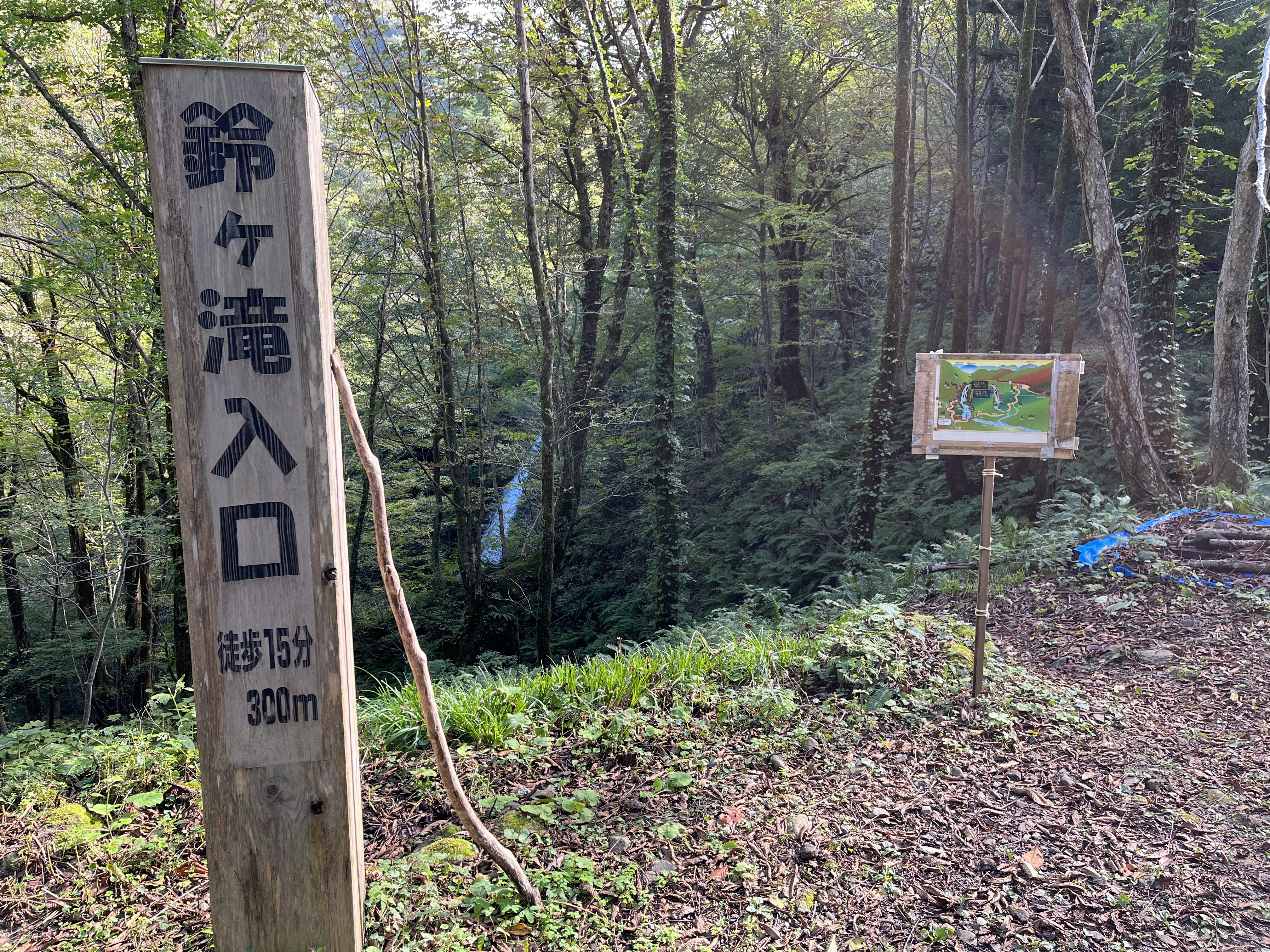
鈴ヶ滝入口

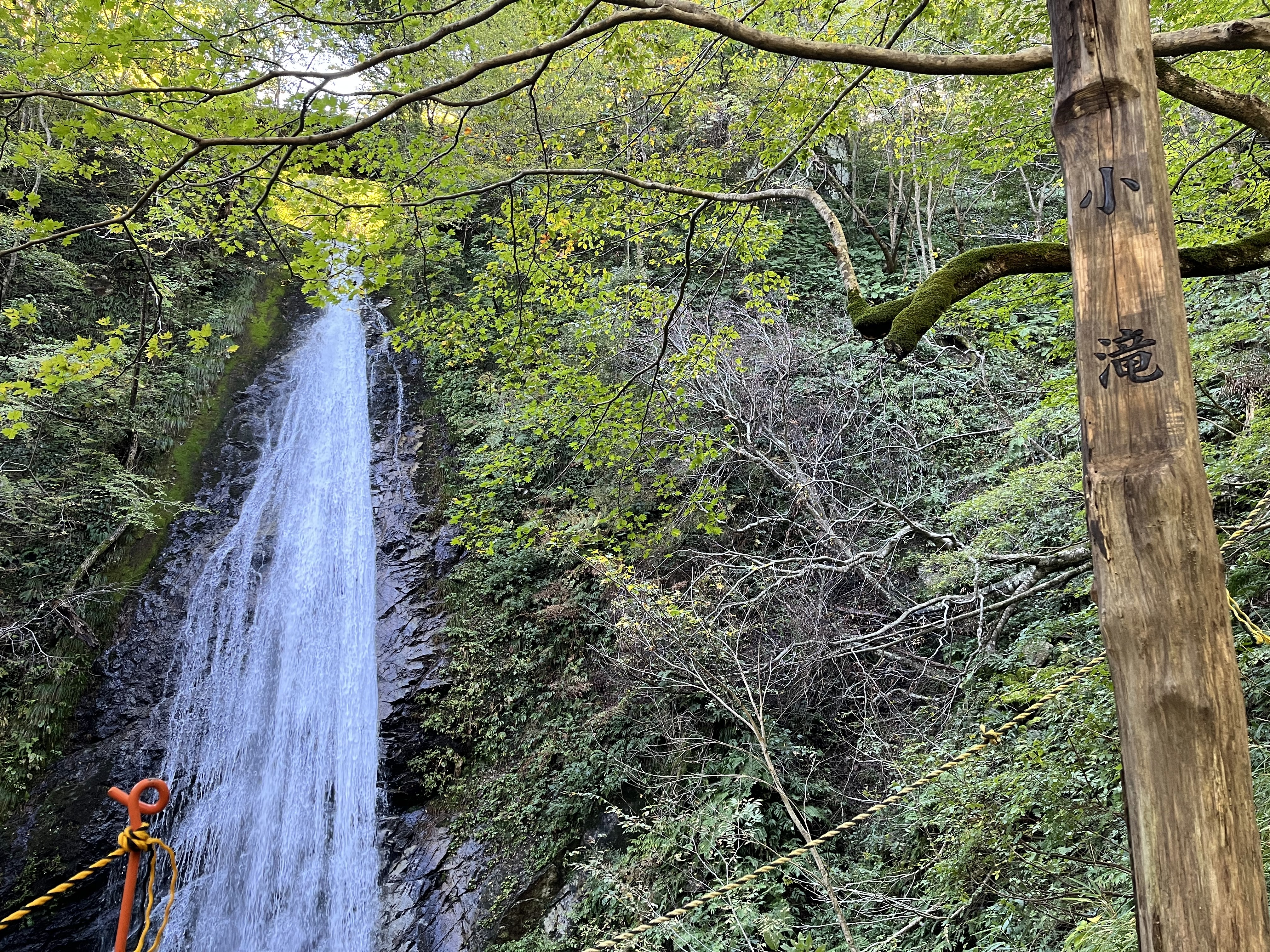
鈴ヶ滝 小滝

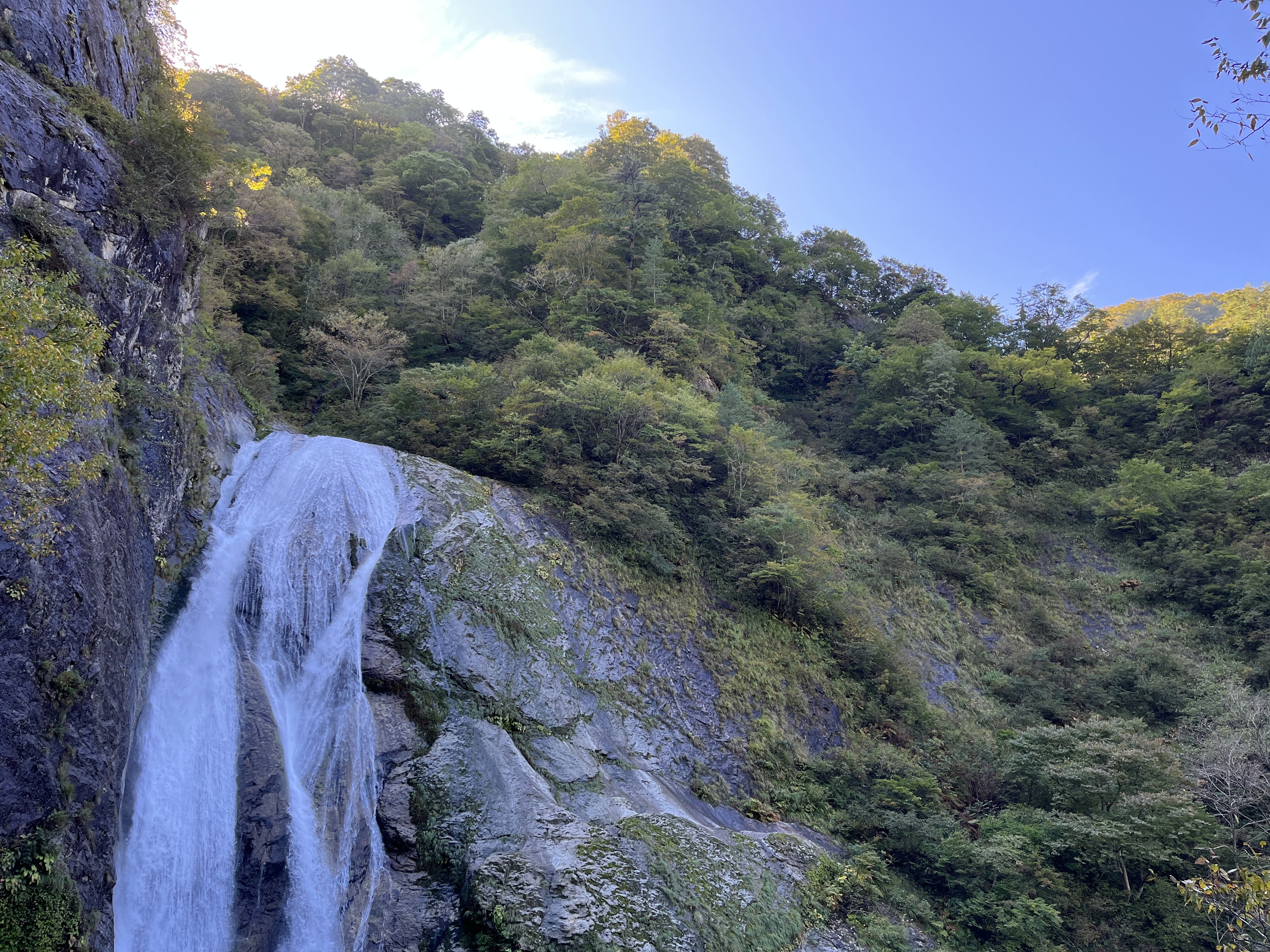
下から望む鈴ヶ滝

鈴ヶ滝（すずがたき）は高根集落から8キロメートルの地点に位置する滝で、1990年（平成2年）には日本の滝百選に選出されている。滝の落差は55メートルで幅が10メートル。鈴川鈴谷林道のブナ林にある遊歩道を450メートル抜けた場所に鈴ヶ滝があり、途中にも落差38メートル、幅5メートルほどの小滝がある。中世に源義経が奥州に向かう際に鑑賞したとされ、その際の蹄跡が岩場に残っていると云われている。

### 鳴海金山（ゴールドパーク鳴海）
鳴海金山（なるみきんざん）は高根地内にある金山で、当金山を含めた高根金山は戦国時代は全国一の金産出量を誇っていた。開山は807年（大同2年）。出羽国の相之俣弥三郎が発見した。それに関しては「弥三郎が日本海を航海中、西日を浴びた山が輝いていた。弥三郎は船を降り、川の砂金をたどっていくこと3日目に黄金の山を発見した」という伝説が残っている。また、1992 - 1994年（平成4 - 6年）の間には観光開発が行われ照明や階段、スロープが整備されゴールドパーク鳴海のオープンに至った。尚、一般公開は1993年（平成5年）7月28日から始まっている。

### 河内二柱神社

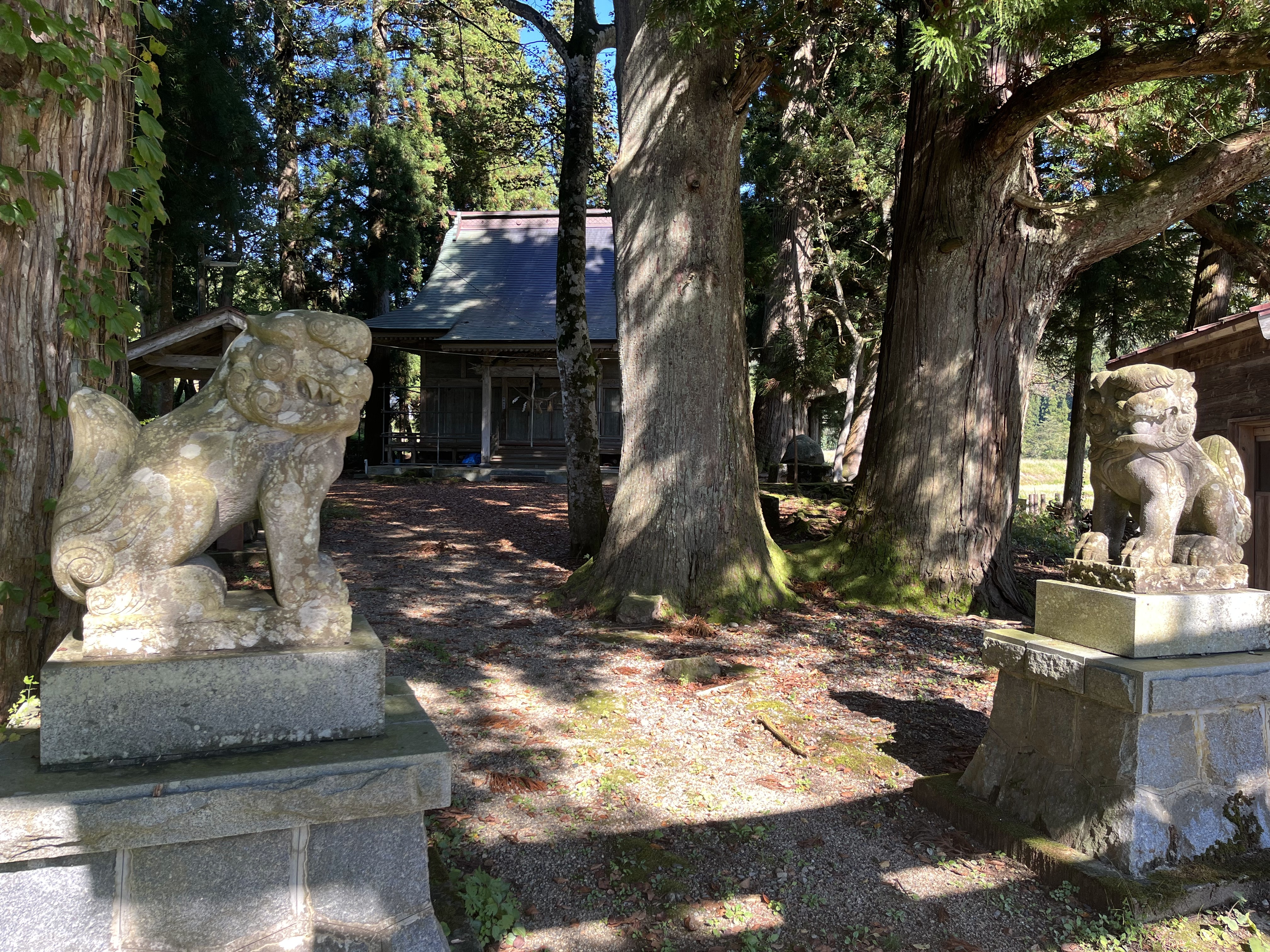
河内二柱神社の狛犬

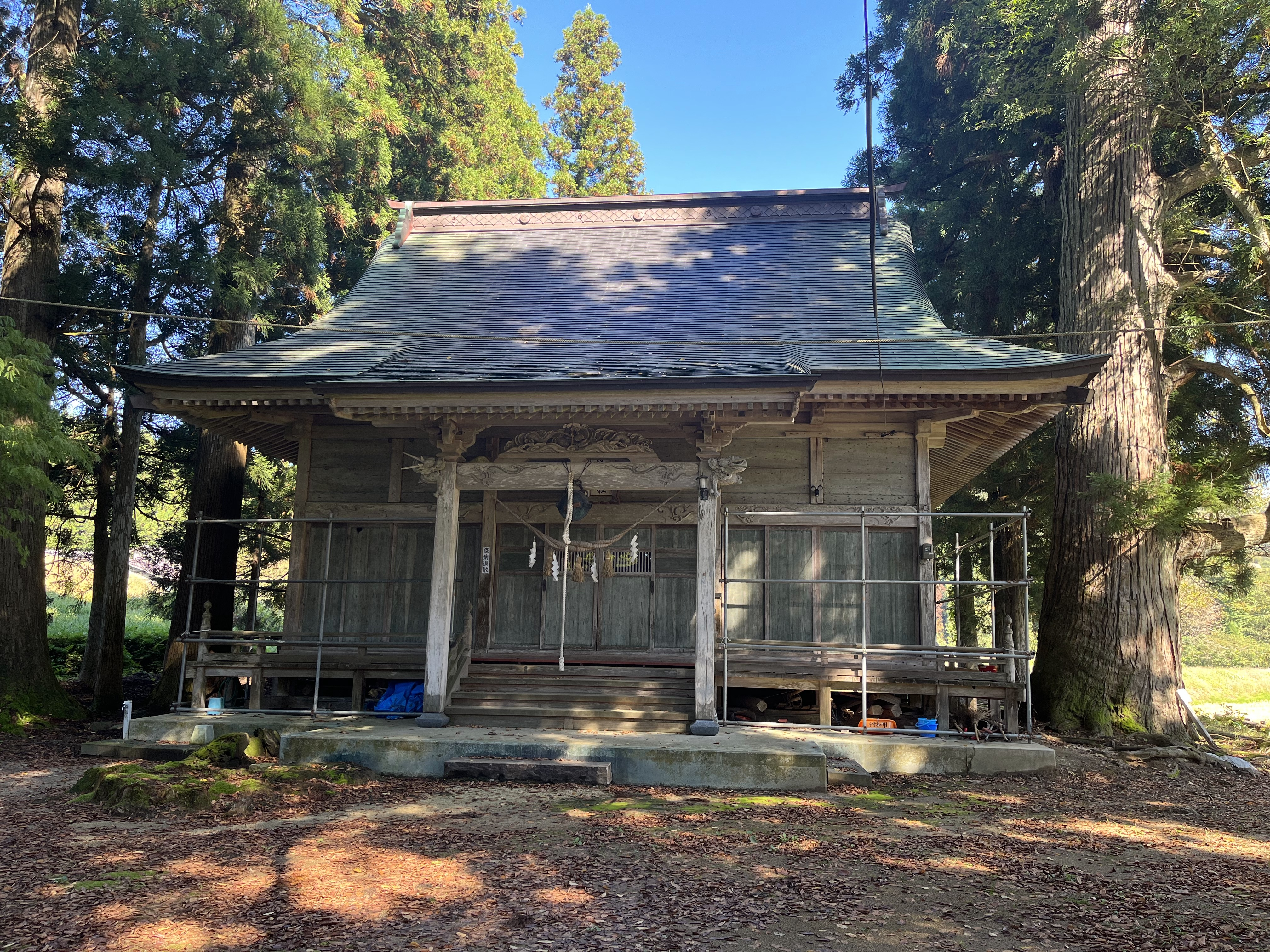
河内二柱神社の本殿

河内二柱神社（かわうちふたはしらじんじゃ）は、1161年（応保元年）に創建したと云われる雲上佐一郎に由来する神社。後白河天皇の第3皇子雲上佐一郎の双子の太郎・次郎を祀っている。ある日、雲上佐一郎が騙され殺されたため、双子は相之俣の元屋敷まで逃げてきたがその後病没したという。そのため、元々当神社は相之俣本屋敷に位置していた。しかし、1798年（寛政10年）に現在地に移転。1907年（明治40年）には字上ノ山の神明宮・大山祇神社合殿とその境内にある八坂神社と字久保平の神社を合祀。社殿内には絵馬（髪毛・麻糸・蛇・猫）と額（天狗・七福神・熊谷直美・平敦盛・幡随院長兵衛）が奉納されている。尚、熊の絵馬は熊を捕らえた時に奉納されたものである。また、境内に樹齢800年の大杉があり、これは1989年（平成元年）には旧朝日村名木百選に選出された。

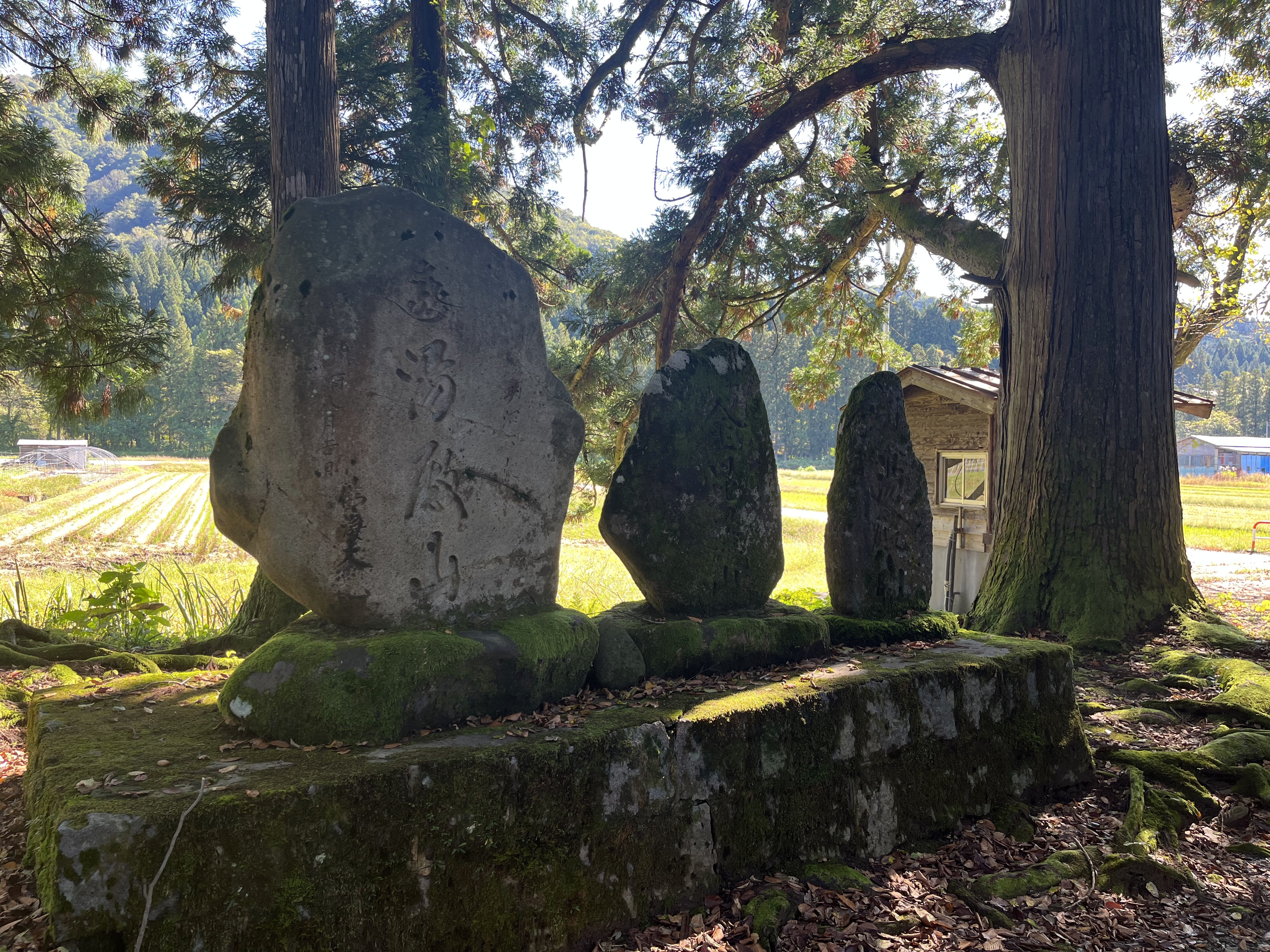
河内二柱神社の石碑

境内には他にも、庚申塔（1792年/寛政4年）、金比羅（1853年/嘉永6年）、湯殿山（1863年/文久3年・1873年/明治6年）、馬頭観音（1865年/慶応元年）の石碑がある。

### 龍山寺

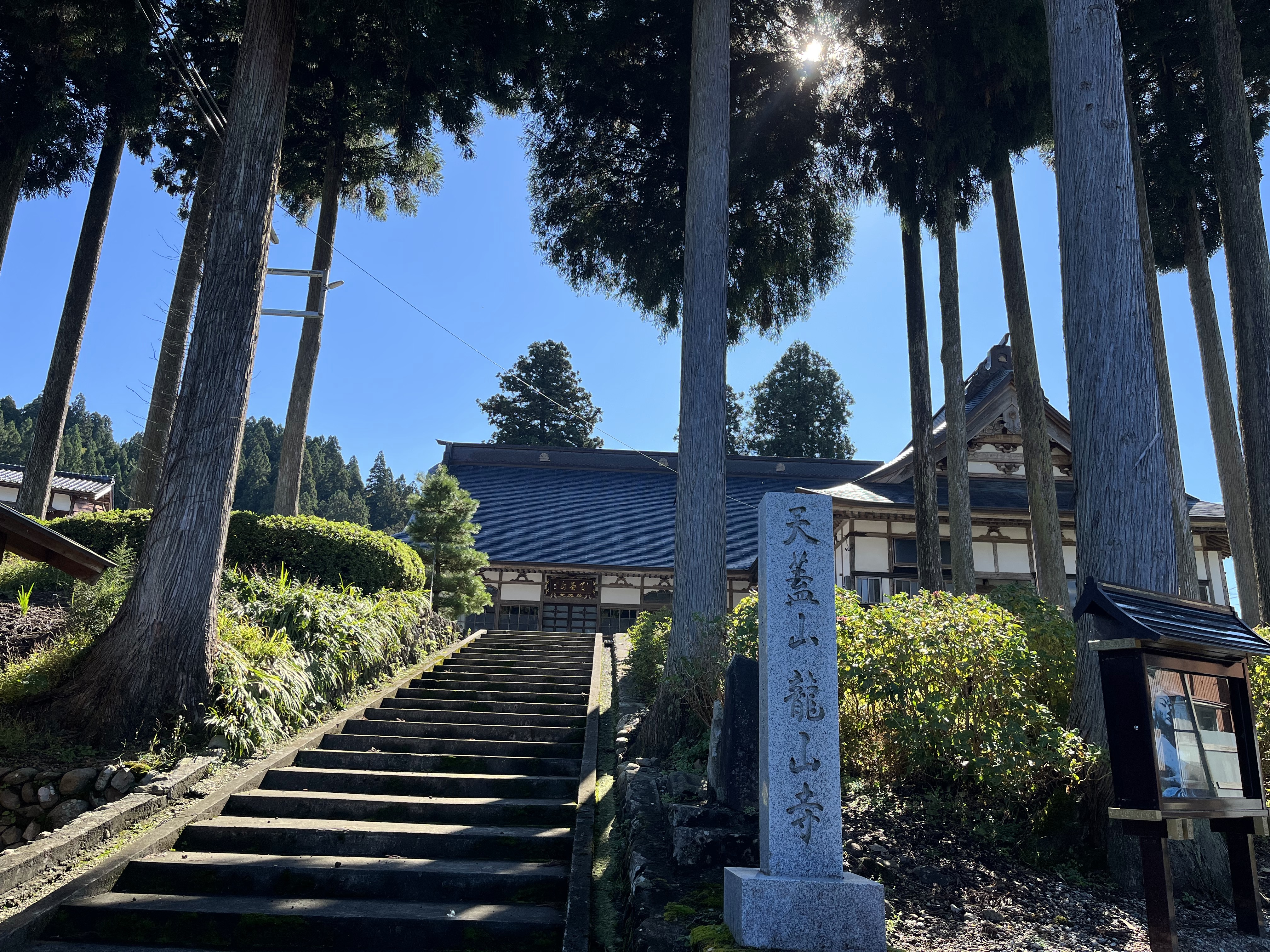
龍山寺の入口

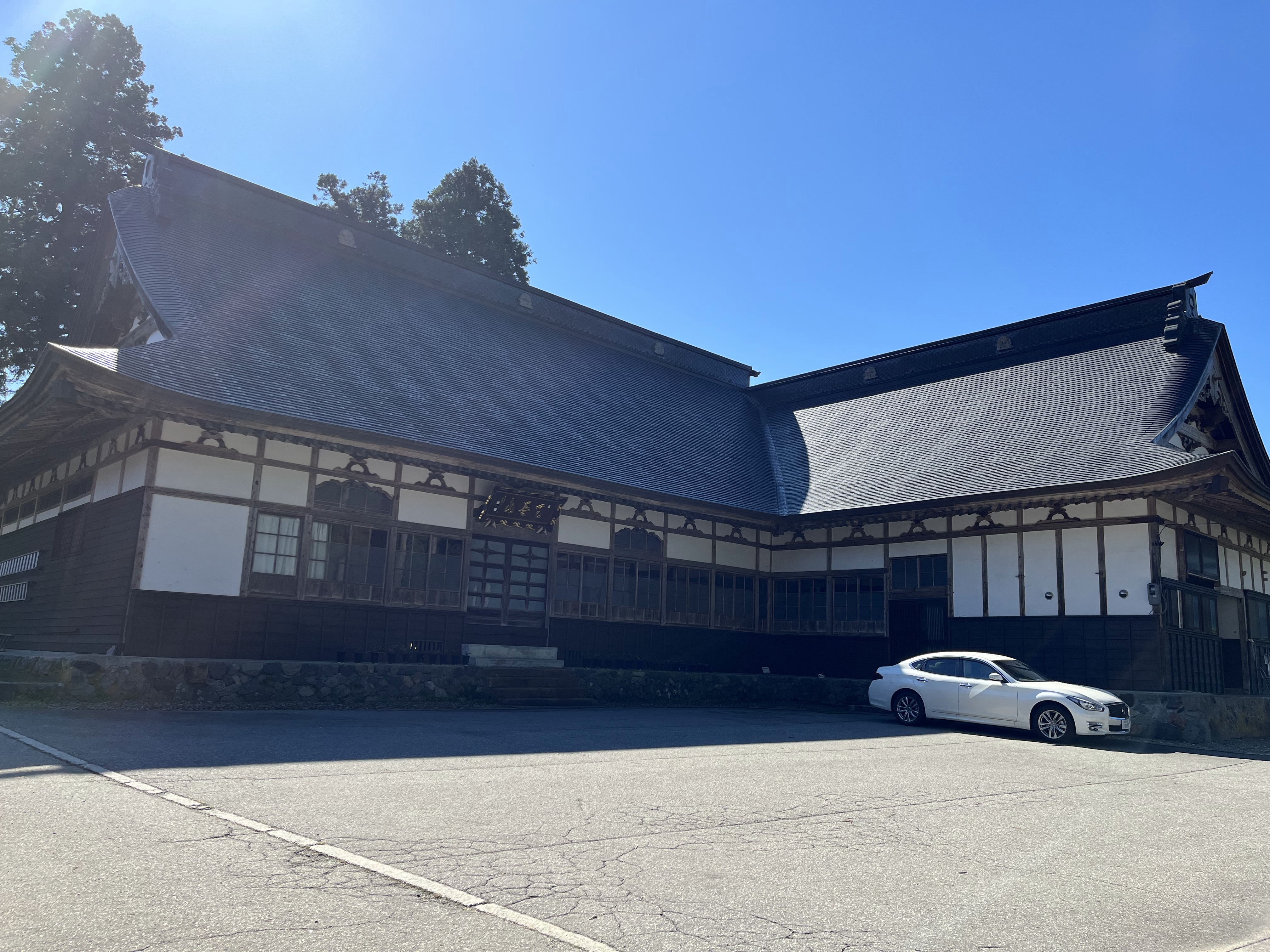
龍山寺の本堂

龍山寺は創立が1652年（承応元年）の寺。開山は神林地区の有明光浄寺4世の省峰良察大和尚。本尊は釈迦如来像。山号は天蓋山。一度元禄年間（1688年 - 1703年）に焼失したものの、半世紀後の1753年（宝暦3年）に本堂を上棟。また、1812年（文化9年）には庫裡（食事を調える建物で住職が住む場所）を上棟した。高根金山で繁盛していた戦国時代の檀徒は遠山・板垣・相馬の一族で、後に鈴木・大滝が加わった。鈴木・大滝は入居者であろうとされている。本堂には百体近くの10センチメートル前後の地蔵尊像が祀られている。地蔵は石造や白粘土に色付けされたもので、雪帽子の形に着物が着せられている。昔から、大切な子供が亡くなると納められたと云われている。また前述した通り、地内にオヤミキ遺跡と龍山時遺跡があり縄文時代と中世の土器などが出土している。

### 苅上薬師様
高根地内の刈上に位置する薬師信仰。現在はお堂と謂れが綴られた石碑が建っている。明治初期に板垣鶴吉が目を病んだ折、苅上の清水を点眼し回復を祈り杉を奉納したのが当薬師信仰の謂れとされている。1930年（昭和5年）には有志により仏堂が新築され、そこに薬師像が安置された。それから、仏堂と像が刈上にあることから「苅上薬師様」として信仰を広めるようになった。また戦前のころ、地元の子供達が当本尊を沢での水遊び道具にしていため龍山寺の住職が寺に持ち帰り、年に2回（5月8日、11月8日）の祭りの時だけお堂に返し参拝するようになった。しかし、現在は龍山寺で祀っている。5月8日の祭日は、講員のおばあさん達がお堂の掃除をし、清水を汲んで龍山寺に祀られている本尊にあげて参拝をする。以前は、祭日の前日である5月7日の晩から十数名でよもぎ餅や温かい食べ物などを供えて、夜籠りをしていたという。夜籠りを終えた翌朝はお堂の上にある山に登り、大きな岩のある場所でお参りをしていた。講員の家庭では、代々お嫁さんに引き継ぐなどして信仰を守っている。

### 道祖神様と耳神様

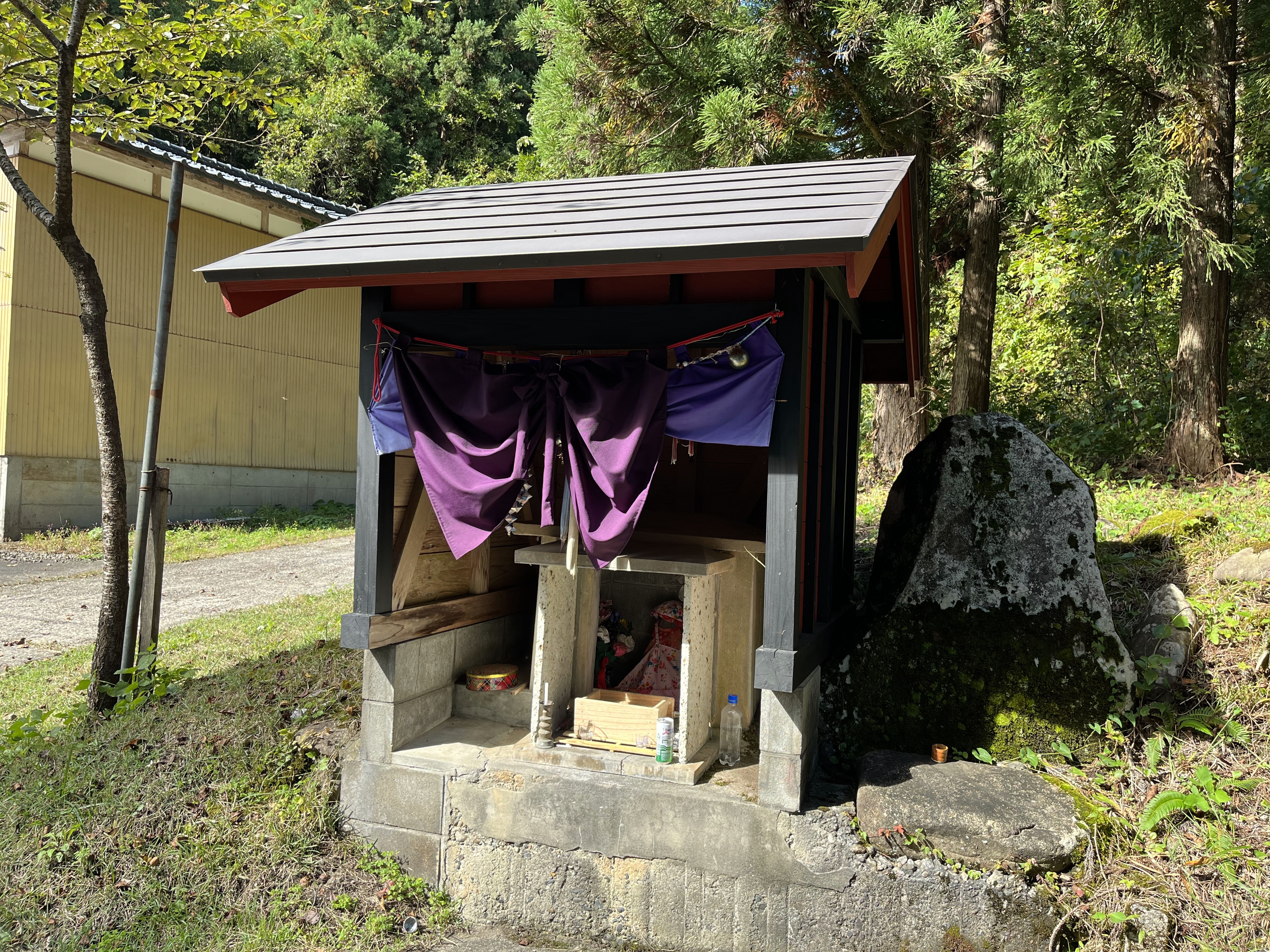
道祖神と耳神

高根集落の西方、旧山口村周辺の県道205号沿いに道祖神が祀られており、その脇に耳神様と称される石が飾られている。約100年に坂垣仁介家に耳を病んだ子供がいて、その子が川から良い形の石を拾ってきて、耳に当てているうちに良くなったという。それを見かねた母親がご利益のある石を粗末にしてはいけないとし、道祖神の横に飾りお参りするようになったところ、耳に良い神様がいると噂が広がり、耳神様の信仰が広まった。現代では、道祖神様と耳神様が一体となり、合格祈願や家内安全、病気回復祈願などのお参りをされるようになり、遠方からも参拝者が来るようになった。

### 天蓋高原（高根交流広場）
天蓋高原は標高約400メートルに位置する高原で公園と駐車場がある。昭和30年代後半から昭和50年代前半にかけて旧朝日村の農家から預けられた和牛が100頭程預けられていた天蓋牧場があった。その後、2003年（平成15年）に中山間地総合整備事業によって高根交流広場ができた。また、交流広場近くには休耕田を利用したビオトープがある。これは2005年（平成17年）の第2期中山間直接支払活性化事業により整備されたもの。地内の池には新発田市の五十公野公園から数年に渡り分けてもらったアヤメが植えてあり、2013年（平成25年）には新潟大学の学生が株分けを協力した。

### 雲上橋

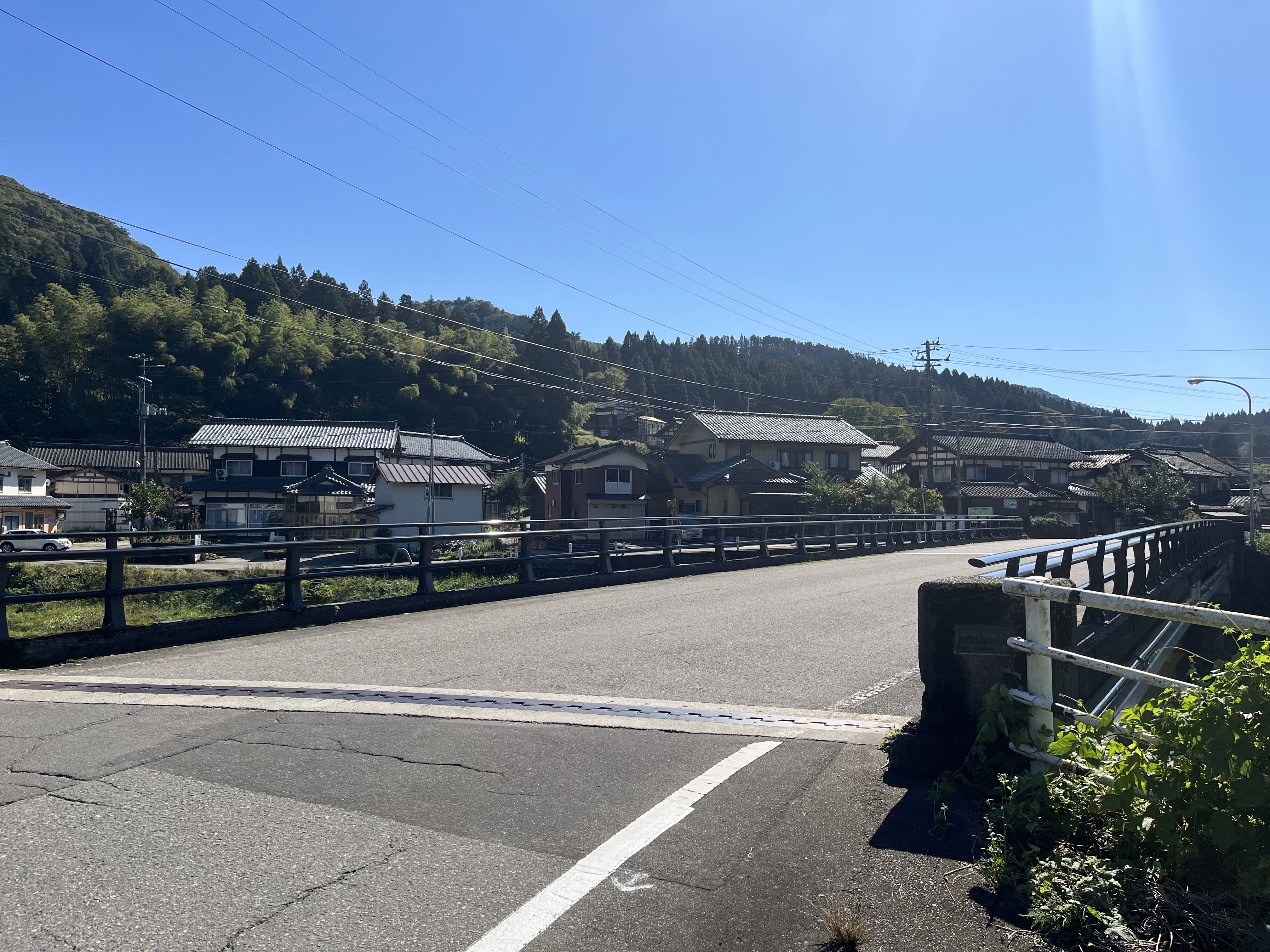
雲上橋

県道205号の集落の入り口付近、高根川に架かった橋。1970年（昭和45年）5月に竣工。名前の由来は前述した雲上佐一郎とされている。1970年以前は木造の橋だった。

## 地域団体

### 高根フロンティアクラブ
高根フロンティアクラブは、1996年（平成8年）に集落活性化を図り有志が結成した団体。2003年（平成15年）10月には、「食堂IRORI」を2000年（平成12年）に廃校した旧高根小学校の校舎を利用して開設。1997年（平成9年）には、遊休地にひまわりを植えるイベント「ひまわりフェスティバル」を開催し、これが好評であったことから以降毎年開催することとなった。2007年（平成19年）10月25日には、過疎地域自立活性化優良事例として総務大臣賞を受賞。他にも、2015年（平成27年）から毎年墨田区商店街の協力のもと「高根物産展」を開催している。これは地内の天蓋山と墨田区に位置する東京スカイツリーの高さが同じ634メートルであることから、「634（ムサシ）サミット」に参加したことがきっかけ。2016年（平成28年）には、高根地区の40歳以下の若者が一般社団法人高根コミュニティラボわぁらを結成。当団体では棚田の耕作状況の調査を行うなどして、将来的な課題を特定し解決に努めている。また空き家を活用したゲストハウスやシェアハウス事業を手がけており、これにより集落の活性化を図っている。設立した同年には、高根フロンティアクラブと連携し、高根地区の空き家の現状調査を開始し翌年の2017年（平成29年）には1928年（昭和3年）に建てられた古民家を手作りでリノベーション。ゲストハウス「瑞泉閣」をオープンし短期滞在者に対し宿泊の場を提供している。当施設は宿泊機能のみでなく地区内外、老若男女問わない交流の場の拠点的機能も果たしている。2020年（令和2年）11月、農林水産省開催の第59回農林水産祭むらづくり部門で天皇杯を受賞。同月10日、金沢文化ホールにて表彰式が行われた。新潟県内の団体の受賞は2008年（平成20年）以来、2回目。これに伴い、翌2021年（令和3年）1月29日には、花角英世知事へ表敬訪問した。
当組織は高根地区の20 - 60代の有志43人で構成されており、役員が12名といった体制。また、行事事にプロジェクトチームを編成し、役員がチームリーダーを務める。事業によっては地区内外の組織と連携・合同で実施しており、地区外からはNPO、大学、企業などとも連携している。TOTO株式会社とはCSR活動としての森づくりへの協力、新潟大学にはフィールドワークの場を提供している。

## 施設

### 食堂IRORI
食堂IRORIは高根フロンティアクラブにより開設された地元食材を利用した飲食店。地域の素材を活かした蕎麦定食をはじめ、農産物の販売なども行っていて、年間の売上は400万円程。また提供する蕎麦も100パーセント地元の蕎麦粉を使用することで、遊休農地発生の防止を図っている。2000年（平成12年）に廃校となった旧高根小学校の校舎を利用し2003年（平成15年）10月にオープン。地元民からの出資や会員によるボランティアなど、地元民の協力がオープンに至るまでの背景としてあった。

### どぶろく醸造場
2005年（平成17年）10月から製造が始まった醸造場。従来、どぶろくは酒税法の規制により製造・販売ができなかった。しかし、構造改革特区の「都市農村交流関連事業特区」に高根が指定されたことにより製造・販売が可能となった。原料は地元産コシヒカリを使用。当初、従来の白いどぶろく「雲上（くものうえ）」のみを扱っていたが、現在はピンク色の酵母を使ったどぶろくの製造もしている。2015年（平成27年）時点の年間製造量は800リットル。

## 産業

### 農業
高根には約120ヘクタールの田んぼがあり、集落周辺以外の田んぼはほとんどが棚田で標高80 - 390メートルに位置する。また2015年（平成27年）、高根の総世帯数171戸に対してその38パーセントにあたる65戸が農家。そのうち専業農家は1戸で1種兼業農家が6世帯、2種兼業農家が36世帯となっている。また、後述する高根山業会の作業員が棚田の畔の草刈りを行うなど、林業と農業の結びつきが強くお互いに協力し合って地域の産業を守っている。

### 林業
高根の面積の約85パーセントが森林が占めているということもあり、ほぼ全戸が高根森林生産組合の組合員で、他にも高根山業会と高根植林会がある。主に杉の素材生産をしていて、林間わさびのような特用林産物の生産も行われている。

## 伝説・伝承

### 炭焼き権
昔、高根川奥のなめ沢というところに炭焼きの権という正直な男が住んでいた。ある日、炭焼きのための木を割っていたら美しい娘が小さくなり震えているのを見つけた。娘にワケを聞くと、「私は都の連（ヤマト政権時の高位の豪族が保持した称号）の娘で、父の死に際に形見として鏡を渡された。この鏡で映して人の顔をした者と夫婦になりなさいと遺言を残された」と娘は言う。その後、夫となる人を探す道中に黄金の太刀を携えた殿御や牛車に乗った若者、多くの家来を従えた大将を鏡に写したがオオカミや狐などで、人の姿は映らなかった。いく日もいく日も、高台に登っては探したものの見つからなかったが、ついに炭を担いだ男が現れ、ふと鏡取り出し掲げると同じく炭を担いだ男が映っていた。それが炭焼きの権であった。そうして、二人は夫婦となった。ある日、女房が権に小判を1枚渡して買い物を頼んだ。権は買い物の道中、寝ている狐を見つけたので持っていた小判を投げつけ驚かせた。不意を突かれた狐は慌てて逃げた。その後、権はいつも携えてる買い物のための炭が無いので帰った。小判を捨てた話を聞いた女房は、明日の食料が無いと嘆いた。小判がそんなに大事なモノなら沢の奥に山程あると告げ夫婦でその場へいくと、黄金が燦然と輝いていた。そして炭焼きの権は長者の権と呼ばれるようになり、二人は幸せに暮らした。

### なめぞうばば
高根の奥にある天蓋山の頂上近くに「なめぞうばばの穴」と呼ばれる洞穴がある。ここは鬼ばばあが住んでいたところで、この鬼ばばあは駄々っ子が好きで見つけると黒雲に乗って攫い食べてしまう。また、生前に悪事を働いた者が亡くなると同じように攫い食べる。また、穴を少し覗いただけでも雷雨防風が吹き荒れると云う。
こういった伝説があるため、地元民は子供が泣いたり、駄々をこねると「なめぞうばばがくるぞ」と脅す。また、古老によるとむかし穴を見に行って飲み込まれ、帰ってこなかった力自慢の若者2人を知っていると云う。